# معاملة المثليين في غرينادا
قد يواجه الأشخاص من المثليين والمثليات ومزدوجي التوجه الجنسي والمتحولين جنسياً (اختصاراً: LGBT) في غرينادا تحديات قانونية لا يواجهها غيرهم من المغايرين جنسيا. يعتبر النشاط الجنسي المثلي جريمة جنائية بعقوبة تصل حتى 10 سنوات سجنا، يميل الرأي العام إلى معارضة حقوق المثليين، وهذا هو السبب في أن مجتمع المثليين لا يتمتع بالحماية من التمييز، ولا يتم تضمينه في قوانين جرائم الكراهية. كما أنه لا يعترف قانونيا بالعلاقات المثلية بأي شكل من الأشكال، سواء أكان زواجًا أو شراكات، ولذلك فالمنازل التي يعيش فيها الشركاء المثليون غير مؤهلة للحصول على نفس الحماية القانونية المتاحة للأزواج المغايرين.

## قانونية النشاط الجنسي المثلي

القوانين المتعلقة بالمثلية الجنسية في جزر الأنتيل الصغرى.
زواج المثليين
الاعتراف بزواج المثليين المنعقد في الخارج فقط، دون الاعتراف بعقده في الداخل
شكل آخر من أشكال الاعتراف القانوني
لا اعتراف، أو غير معروف
المثلية الجنسية غير قانونية، لكن القانون لايتم تطبيقه
المثلية الجنسية غير قانونية

تعتبر المثلية الجنسية بين الرجال غير قانونية في غرينادا. بموجب القانون الجنائي لغرينادا، القسم 431، تُرتكب جريمة «الجريمة غير الطبيعية» عن طريق الاتصال الجنسي لكل شخص، أي اختراق الشرج. ويعاقب على هذه الجريمة بالسجن لمدة عشر سنوات.
لا يحدد القانون الجنائي «الاختراق» الكائن، على الرغم من الاعتماد على القانون العام، فإن الكائن المخترق هو القضيب. يمكن ارتكاب الجريمة من قبل شخص ذكر مع/إلى شخص ذكر و/أو شخص ذكر مع/إلى أنثى. ومع ذلك، لا يمكن ارتكاب الجريمة من قبل امرأتين.
في مايو 2013، دعا رئيس مجلس الشيوخ بالجزيرة إلى إعادة النظر في الحظر المفروض على العلاقات الجنسية المثلية، وقال إن «اليوم يقترب سريعًا» لغرينادا ودول البحر الكاريبي الأخرى لإلغاء قوانين السدومية. لم يحدث أي تغيير من حينها.

## الحماية من التمييز
لا يوجد بند صريح بشأن المساواة أو حماية الخصوصية في دستور غرينادا لعام 1973.
كما أن قوانين غرينادا لا تمنح مجتمع المثليين الحماية من التمييز، ولا تضمينهم في قوانين جرائم الكراهية.

## ملخص
| قانونية النشاط الجنسي المثلي                                                             | للذكور (العقوبة: السجن لمدة تصل إلى 10 سنوات)/ للإناث |
| المساواة في السن القانوني للنشاط الجنسي                                                  | / للإناث                                              |
| قوانين مكافحة التمييز في التوظيف                                                         | No                                                    |
| قوانين مكافحة التمييز في توفير السلع والخدمات                                            | No                                                    |
| قوانين مكافحة التمييز في جميع المجالات الأخرى (تتضمن التمييز غير المباشر، خطاب الكراهية) | No                                                    |
| قوانين مكافحة أشكال التمييز المعنية بالهوية الجندرية                                     | No                                                    |
| زواج المثليين                                                                            | No                                                    |
| الاعتراف القانوني بالعلاقات المثلية                                                      | No                                                    |
| السماح بالتبني للشخص العازب بغض النظر عن التوجه الجنسي                                   | No                                                    |
| تبني أحد الشريكين للطفل البيولوجي للشريك الآخر                                           | No                                                    |
| التبني المشترك للأزواج المثليين                                                          | No                                                    |
| يسمح للمثليين والمثليات الخدمة علناً في القوات المسلحة                                    | ليس لديها جيش                                         |
| الحق بتغيير الجنس القانوني                                                               | No                                                    |
| علاج التحويل محظور على القاصرين                                                          | No                                                    |
| الحصول على أطفال أنابيب للمثليات                                                         | No                                                    |
| الأمومة التلقائية للطفل بعد الولادة                                                      | No                                                    |
| تأجير الأرحام التجاري للأزواج المثليين من الذكور                                         | No                                                    |
| السماح للرجال الذين مارسوا الجنس الشرجي التبرع بالدم                                     | No                                                    |